# Galeriegräber bei Atteln
Die Galeriegräber bei Atteln sind zwei megalithische Grabanlagen der Jungsteinzeit bei Atteln, einem Ortsteil von Lichtenau im Kreis Paderborn (Nordrhein-Westfalen).

## Lage
Grab I liegt am östlichen Rand von Atteln. Es befindet sich dort neben einem Gewerbegebiet in einer Baumgruppe an der Nordostseite der Straße Im Mersch. Grab II liegt 550 m nordwestlich hiervon. Etwa 2,8 km westlich von Grab II befinden sich das Galeriegrab Henglarn II. All diese Anlagen sind Teil der Paderborner Gruppe, einer regionalen Häufung jungsteinzeitlicher Galeriegräber.

## Forschungsgeschichte
Grab I wurde 1926 beim Pflügen entdeckt, Grab II bereits vorher. Beide Anlagen wurden 1926 unter Leitung von August Stieren und nochmals 1978 unter Leitung von Klaus Günther archäologisch untersucht. Grab I wurde anschließend im Jahr 1980 rekonstruiert. Im November 2019 wurde Grab I digital vermessen, um ein virtuelles Modell zu erstellen. Geplant ist zudem, die Anlage zusammen mit mehreren weiteren Großsteingräbern nach dem Vorbild der niedersächsischen Straße der Megalithkultur in einen touristischen Wanderweg einzubinden.

## Beschreibung

### Grab I

#### Architektur

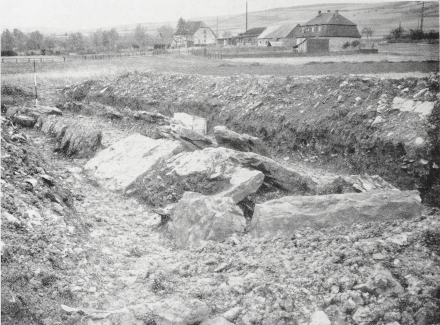
Ansicht von Grab I während der Grabung 1926

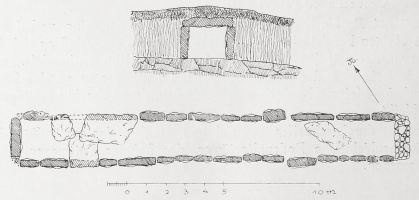
Querschnitt und Grundriss von Grab I

Die Anlage ist westnordwest-ostsüdöstlich orientiert und hat eine Länge von 21 m, eine Breite von 2,7 m und eine ursprüngliche Höhe von 1,7 m. Die Grabkammer ist zu etwa einem Drittel ihrer Höhe in den Boden eingesenkt. Sie ist auf dem anstehenden Fels errichtet und war ursprünglich überhügelt. Sie hat eine innere Länge von 19,5 m, eine Breite von 2 m und eine ursprüngliche Deckenhöhe von 1,3 m. Die Wände waren aus Kalksteinplatten (Cenoman-Pläner) errichtet worden. Eine umgekippte Platte hat eine Höhe von 1,7 m, eine Breite von bis zu 2,45 m und eine Dicke zwischen 02 m und 0,4 m. Die meisten Wandplatten wurden durch landwirtschaftliche Tätigkeit stark beschädigt. Von den Deckplatten sind nur noch Bruchstücke erhalten. Der Zugang zur Kammer befindet sich an der ostsüdöstlichen Schmalseite. Er besteht aus einer 2 m langen und 0,8 m breiten Trockenmauerkonstruktion ohne Vorraum.
Das Baumaterial für das Grab stammt aus etwa 2,7–2,8 km Entfernung vom südöstlich gelegenen Talgrund der Altenau. Der Materialbedarf wird auf etwa 97,5 t geschätzt.

#### Bestattungen
Bei der Grabung von 1926 wurden nur wenige menschliche Knochen geborgen. Sie wurden im Zweiten Weltkrieg vernichtet. 1978 wurden weitere Skelettreste geborgen aber bislang nicht publiziert.

#### Beigaben
In dem Grab wurde keine jungsteinzeitliche Keramik gefunden. Aus den Verfüllgruben der Grabung von 1926 stammen lediglich einige bronze- und eisenzeitliche Scherben. Weitere Funde waren ein Eckzahn von einem Bär, einige Tierknochen und ein natürlich durchlochtes Stück Brauneisenstein.

#### Datierung
Mittels Radiokarbonmethode konnte die Entstehungszeit der Anlage auf 4450±65 BP; 3153±136 calBC bestimmt werden.

### Grab II

#### Architektur

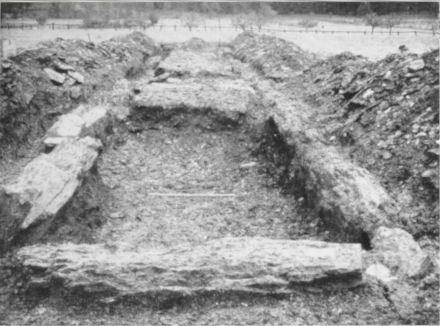
Ansicht von Grab II während der Grabung 1926

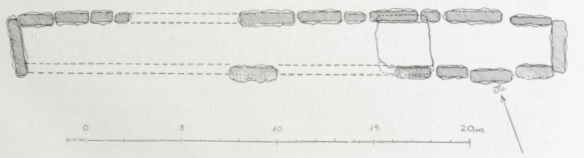
Grundriss von Grab II

Die Anlage ist nordost-südwestlich orientiert und hat eine Länge von 29 m, eine Breite zwischen 3 m und 3,5 m und eine ursprüngliche Höhe von 1,7 m. Die Grabkammer ist zu etwa zwei Drittel ihrer Höhe in den Boden eingetieft und wurde wahrscheinlich auf dem anstehenden Fels errichtet. Sie hat eine innere Länge von 27,5 m, eine Breite zwischen 2,5 m und 3 m und eine ursprüngliche Höhe von 1,4 m. Die Wände waren aus Kalksteinplatten (wohl ebenfalls Cenoman-Pläner) errichtet worden. Die Zwischenräume der Platten waren mit Mauerwerk aus kleineren Steinen verfüllt und mit Lehm verstrichen. Die meisten Wandplatten wurden durch landwirtschaftliche Tätigkeit stark beschädigt und haben nur noch eine Höhe von maximal 1 m. Die Deckplatten sind größtenteils zerstört. 1926 wurde nur noch der Rest einer einzelnen Platte gefunden. Der Zugang zur Kammer befindet sich an der Mitte der südwestlichen Langseite. Hier befindet sich ein Gang mit einer äußeren Breite von 2 m, einer inneren Breite von 1,8 m und einer Länge von 1,5 m. Ein Türlochstein wurde nicht gefunden, ein Graben deutet aber darauf hin, dass ursprünglich einer vorhanden war. Das Grab ist heute vollständig mit Erde bedeckt und oberirdisch nicht sichtbar.
Das Baumaterial für diese Anlage stammt wahrscheinlich von der gleichen Stelle wie das von Grab I. Der Materialbedarf wird auf etwa 161,2 t geschätzt.

#### Bestattungen
1926 wurden Knochen von etwa 200 Individuen geborgen. Diese wurden im Zweiten Weltkrieg vernichtet. 1978 wurden weitere Skelettreste geborgen aber bislang nicht publiziert.

#### Beigaben
In dem Grab wurden zahlreiche Keramikscherben gefunden. Drei tiefstichverzierte Scherben sind der Westgruppe der Trichterbecherkultur zuzuordnen, neun weitere eher der Wartbergkultur. Der Großteil der Scherben lässt sich nur allgemein als jungsteinzeitlich einordnen. Weiterhin wurden 30 Feuersteinartefakte gefunden, bei denen es sich aber wohl nicht um Grabbeigaben handelt. Ihre Patina und ihre Ausführung deuten vielmehr darauf hin, dass es sich um mesolithische Fundstücke handelt, die aus einer früheren Besiedlungsphase stammen.

#### Datierung
Mittels Radiokarbonmethode konnte eine Nutzung der Anlage um 4321±30 BP; 2952±43 calBC festgestellt werden, die typochronologische Einordnung der gefundenen Trichterbecherkeramik legt allerdings eine etwas ältere Entstehungszeit nahe.